# Capels Belang
Capels Belang was een lokale politieke partij uit de Nederlandse gemeente Capelle aan den IJssel (provincie Zuid-Holland).
De partij werd opgericht op 15 maart 1999 en kwam met drie zetels in de gemeenteraad op 5 februari 2004. De partij stelde dat belang van de Capelse burger in alle besluitvorming centraal moest komen te staan. Bij de  gemeenteraadsverkiezingen van 2010 hield de partij één zetel over en ging de partij op in  Leefbaar Capelle.